# Проспект Ставского
Проспект Ставского — небольшой проспект в Ленгородке (Затемерницкое поселение) Железнодорожного района Ростова-на-Дону.
Начинается от Лендворца, который находится на площади Восстания, и тянется до улицы 1-й Баррикадной. В начале имеет уклон и далее, после Профсоюзной улицы, выравнивается.

## История
Назван в честь руководителя ростовской стачки 1902 года Ивана Ивановича Ставского (1877—1957).
Старое название было дано в честь барона Коцебу Фёдора Пеллара фон Пильхау — ростовского градоначальника 1904—1910 годов. Проспект является главной улицей Ленгородка. Известно, что после революции 1917 большинство улиц, названных в честь известных людей «старого режима», было переименовано на советский лад. Между тем проспект Коцебу был переименован только после Великой Отечественной войны, на волне искоренения немецких названий и топонимов.
До 1997 года проспект покрывала каменная мостовая. Позже её сменили на асфальтовое покрытие.

## Объекты
- дом № 1/5 — Ростовский электровозоремонтный завод
- дом № 2 — Дворец культуры железнодорожников им. Ленина

## Движение
От площади Восстания до Профсоюзной улицы проспект имеет одностороннее движение. Направление идёт вверх из долины Темерника к Профсоюзной улице. После Профсоюзной улицы до 1-й Баррикадной улицы движение двустороннее.